# بيتر هولشتاين الثاني

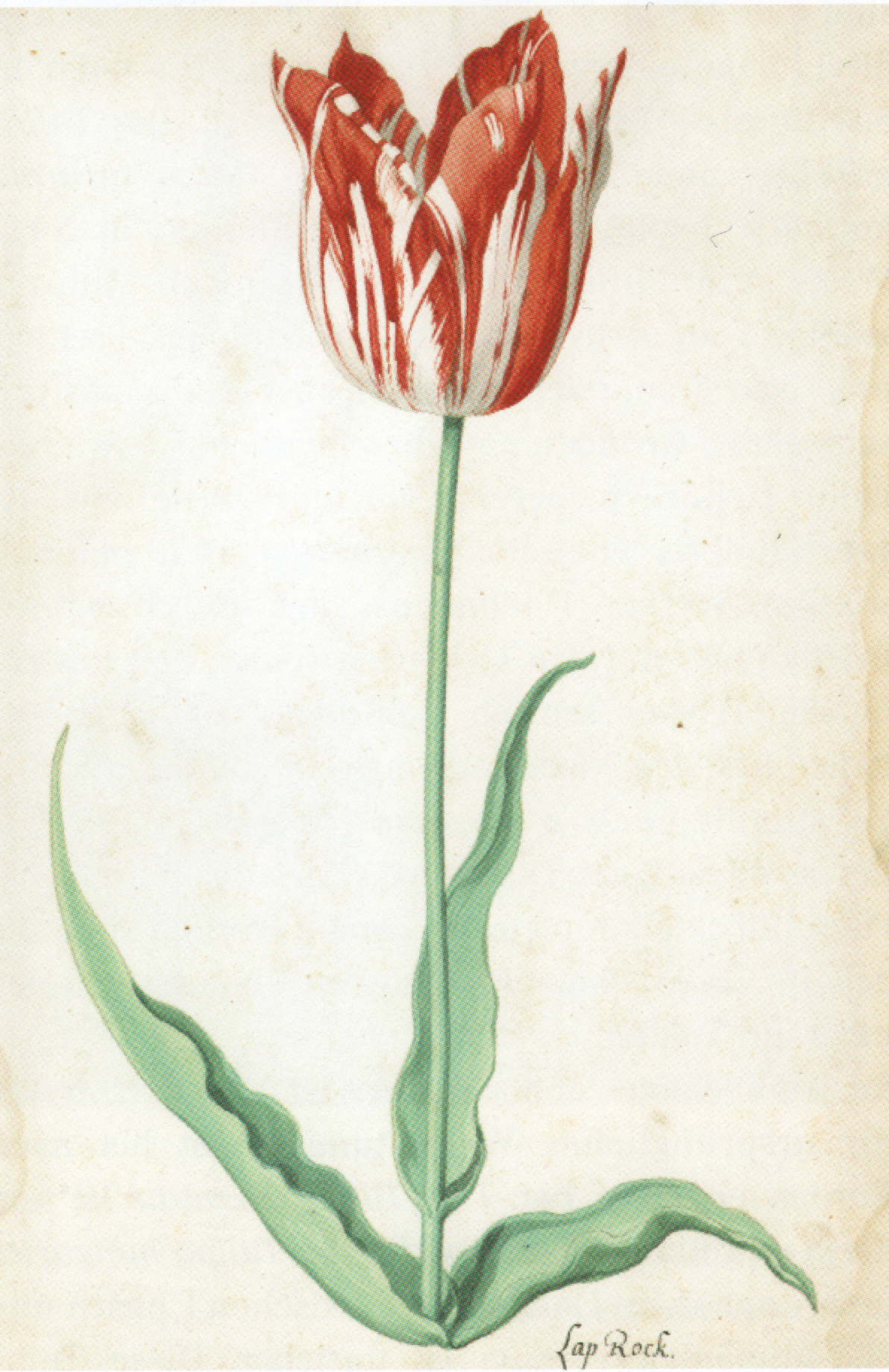
زهرة توليب من نوع "Lap Rock", صفحة من كتاب لزهور التوليب بالألوان المائية

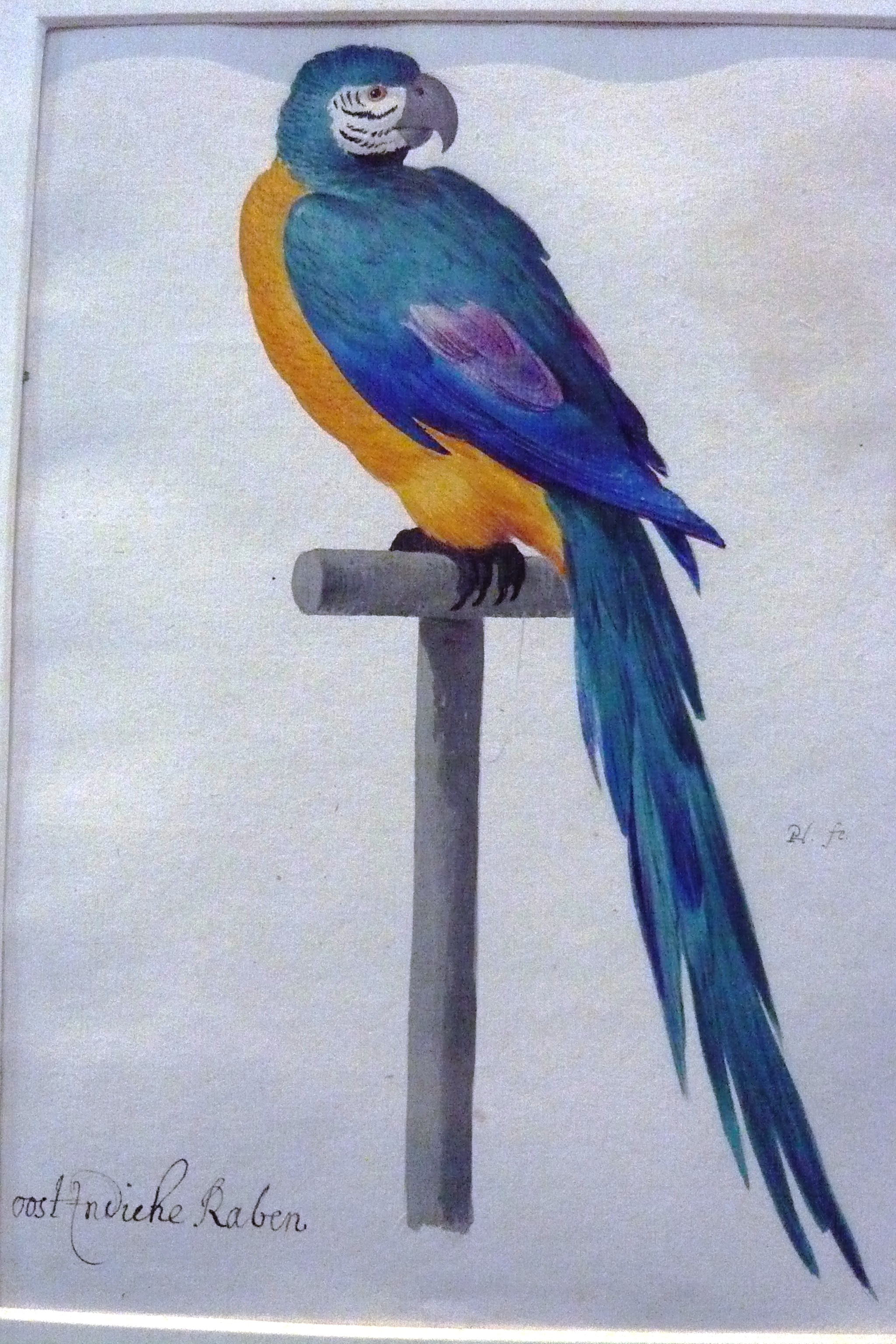
Oostindische Raben, أو غداف الهند الشرقية, التوقيع PH fe (Pieter Holsteyn fecit), سابقا في حوزة يوهان انشخديه.، هارلم، وربما أحد الطيور التي ذكرها "Houbraken" في مبيعات مزاد عام 1706

بيتر هولشتاين (1614, هارلم – 1673, هارلم), كان رسام الوان مائية ونقاشا من العصر الذهبي الهولندي.
وهو ابن الرسام الهولندي بيتر هولشتاين الأول.

## روابط خارجية
- بيتر هولشتاين على أرتنيت